# Phaeostigma (Aegeoraphidia) propheticum
Phaeostigma (Aegeoraphidia) propheticum is een kameelhalsvliegensoort uit de familie van de Raphidiidae. De soort komt voor in Griekenland.
Phaeostigma (Aegeoraphidia) propheticum werd voor het eerst wetenschappelijk beschreven door H. Aspöck & U. Aspöck in 1964.